# Natalia Rusnatjenko
Natalia Ivanovna Rusnatjenko (ryska: Наталья Ивановна Русначенко), född den 13 maj 1969 i Tiraspol i Moldaviska SSR i Sovjetunionen (nu Moldavien), är en österrikisk och tidigare sovjetisk handbollsspelare.
Hon ingick i det sovjetiska lag som tog OS-brons i damernas turnering i samband med de olympiska handbollstävlingarna 1988 i Seoul.